# 津島財閥
津島財閥（つしまざいばつ）は、かつて存在した青森県の地方財閥である。太宰治の生家としても有名。

## 歴史
津軽地方有数の大地主であった津島家は明治維新後、太宰治の曽祖父に当たる惣助が新たな時代を予感して金融業に乗り出し、金木銀行を設立。その後は惣助の目録見通り、日本の産業革命による影響で同銀行は急成長を遂げ、瞬く間に青森県を代表する地方財閥へとのし上がった。太宰の父・津島源右衛門の代には多額納税による貴族院議員の資格も与えられるようになった。
1938年、第五十九国立銀行（のちの青森銀行）によって金木銀行は買収されたが、津島家は莫大な補償金を手にした。その後は専ら地主経営と政治活動に専念し、全盛期には250町歩の田地を所有し、約300人の小作人がいたという。第二次世界大戦後は、GHQによる農地改革によって没落を余儀なくされた。しかし、政治家一家として今でも続いており、現在までに4人の国会議員を輩出している。

## エピソード
- 太宰治の生家は当時の四万円（現在の約8億円）の巨費を投じて造られており、家の造りは豪華絢爛を極めた。また小作争議に備えて造られた四メートル余りの煉瓦塀で囲まれており、太宰治の父の意向で周辺に役場、郵便局、銀行、病院、望楼のある警察署を配置して官庁街を構成するなど、如何に津島家が青森で権力を要していたかを物語っていた。